# Clémentine Baert
 (janvier 2024).
Si vous disposez d'ouvrages ou d'articles de référence ou si vous connaissez des sites web de qualité traitant du thème abordé ici, merci de compléter l'article en donnant les références utiles à sa vérifiabilité et en les liant à la section « Notes et références ».
Clémentine Baert, née à Aix-en-Provence en 1980, est une actrice française.

## Biographie
Clémentine Baert étudie à l'ERAC (École régionale d'acteur de Cannes) de 1998 à 2001, puis elle se forme auprès de Robert Wilson au Watermill Center de 2001 à 2003.
Au théâtre, elle joue sous la direction notamment de Pascal Rambert, Oriza Hirata, Georges Lavaudant, Bernard Sobel, Christophe Fiat, Jonathan Capdevielle et Thomas Quillardet. De 2004 à 2011, elle participe à la plupart des spectacles de Pascal Rambert. Elle joue dans À nous deux maintenant de Jonathan Capdevielle lors du Festival d'Automne 2017 au Théâtre Nanterre-Amandiers, puis en tournée en France et en Europe.
Au cinéma, elle tourne avec entre autres Olivier Dahan, Philippe Lioret, Emmanuel Mouret, Jean-Charles Fitoussi, Christian Volckman, Siegrid Alnoy, Pascal Rambert, Wim Wenders, Cédric Anger et Guillaume Canet.
Elle pratique également le chant et la danse, disciplines qu'elle intègre à ses spectacles : elle monte la performance Intérieur à définir à la Friche de la Belle de Mai à Marseille, en 2001, présentée ensuite au théâtre des Bernardines, au théâtre du Merlan, et à la Comédie de Saint-Étienne.
En 2005, elle crée Echo spectacle pluridisciplinaire autour du mythe d'Echo avec le musicien Alexandre Meyer lors du Festival Frictions au théâtre de Bourgogne centre dramatique national de Dijon en 2006, repris ensuite à Mains d'œuvres (Saint-Ouen) et à la Comédie de Saint-Étienne.
En 2015, Clémentine Baert écrit et joue dans son solo Alors, est-ce que c'est là ?, la création a lieu en 2015 au théâtre de Vanves, puis le spectacle sera repris en 2017 au théâtre de Gennevilliers, au théâtre de Dijon et en 2018 au Falaki Theatre au Caire lors de Downtown Festival.
En 2016, elle crée un spectacle jeune public Un matin au théâtre de Vanves, qui sera repris au théâtre de Gennevilliers, puis en tournée en France. En 2018, elle met en scène Je nous promets avec des jeunes dans le cadre d’« Adolescences et Territoire(s) » initié par le Théâtre de l'Odéon qui s’est joué aux Ateliers Berthier, à l’Espace 1789 de Saint-Ouen, au théâtre de Gennevilliers et au théâtre Rutebeuf de Clichy.
En 2019, elle réalise son premier court métrage Je nous promets à la demande du Le Bal dans leur programme La fabrique du Regard.

## Filmographie sélective

### Cinéma

#### Longs métrages
- 2000 : Laissons Lucie faire ! d'Emmanuel Mouret
- 2002 : Les jours où je n'existe pas de Jean-Charles Fitoussi[1]
- 2006 : Renaissance de Christian Volckman
- 2011 : Toutes nos envies de Philippe Lioret
- 2012 : Les Seigneurs d'Olivier Dahan
- 2016 : Submergence de Wim Wenders
- 2018 : L'amour est une fête de Cédric Anger
- 2019 : Nous finirons ensemble de Guillaume Canet
- 2021 : King de David Moreau
- 2023 : Nouveau Départ de Philippe Lefebvre
- 2024 : Frères d'Olivier Casas
- 2024 : Le Comte de Monte-Cristo de Alexandre de La Patellière et Matthieu Delaporte
- 2025 : L'Incroyable Femme des neiges de Sébastien Betbeder

#### Courts métrages
- 1999 : Promène-toi donc tout nu ! (court métrage, film de fin d'études à la Fémis) d'Emmanuel Mouret
- 2002 : Les Jours où je n'existe pas (première partie) de Jean-Charles Fitoussi
- 2008 : Avant que tu reviennes de Pascal Rambert

### Télévision
- 2016 : Les Petits Meurtres d'Agatha Christie (saison 2, épisode 14, L'Affaire Protheroe) d'Olivier Panchot : Anne Protheroe
- 2017 : Alex Hugo (saison 4, épisode 2 : Pour le meilleur et pour le pire) : Juliette
- 2021 : HPI de Vincent Jamain et Laurent Tuel (saison 1, épisode 3 : Colin-maillard) : Florence Grangeon
- 2024 : La Chute de Paris : Céline

### Clip
- Miss Chang de Chinese Man réalisé par Christian Volckman

## Théâtre
- Les Dix Paroles, mis en scène par Richard Dubelski et Jean-Pierre Larroche, Comédie de Saint-Étienne
- 2004 : Paradis de Pascal Rambert, Théâtre national de la Colline[2]
- 2005 : After/Before par Pascal Rambert, Festival d'Avignon[2]
- 2006 : Mon fantôme de Pascal Rambert
- 2006 : Pan, opéra de Marc Monnet, mis en scène par Pascal Rambert, Festival Musica à l'Opéra national du Rhin.
- 2009 : Sables et Soldats, écrit et mis en scène par Oriza Hirata, Théâtre de Gennevilliers[2] puis en tournée au Japon.
- 2010 Une (micro) histoire économique du monde, dansée, de Pascal Rambert en collaboration avec le philosophe Éric Méchoulan[2],[3], Théâtre de Gennevilliers puis en tournée au Japon
- 2011 : L'Indestructible Madame Richard Wagner de Christophe Fiat, Théâtre de Gennevilliers, Festival d'Avignon